# Colomeraïta
La colomeraïta és un mineral de la classe dels silicats que pertany al subgrup dels clinopiroxens. Rep el nom del meteorit de Colomera, recollit a la província de Granada (Espanya) el 1912, la seva localitat tipus.

## Característiques
La colomeraïta és un inosilicat de fórmula química NaTi3+Si₂O₆. Va ser aprovada com a espècie vàlida per l'Associació Mineralògica Internacional l'any 2021, i publicada el 2023. Cristal·litza en el sistema monoclínic. És l'anàleg amb NaSi de la grossmanita, i l'anàleg amb Ti3+ de l'egirina, la jadeïta, la jervisita, el cosmoclor, la namansilita i la natalyita.
L'exemplar que va servir per a determinar l'espècie, el que es coneix com a material tipus, es troba conservat a les col·leccions mineralògiques del Museu Nacional d'Història Natural, l'Smithsonian, situat a Washington DC (Estats Units), amb el número de registre: usnm 7928.

## Formació i jaciments
Va ser descoberta al meteorit de Colomera, un meteorit metàl·lic amb inclusions de silicats de 134 kg. trobat l'any 1912 al municipi de Benalúa de las Villas, a la província de Granada (Andalusia, Espanya).